# Pseudoanthidium enslini
Pseudoanthidium enslini är en biart som först beskrevs av Johann Dietrich Alfken 1928.  Pseudoanthidium enslini ingår i släktet Pseudoanthidium och familjen buksamlarbin. Inga underarter finns listade i Catalogue of Life.